# 신석호 (배우)
신석호(1989년 6월 15일 ~ )는 대한민국의 배우이다.

## 학력
- 건국대학교 영화학과

## 출연작

### 영화
- 《물안에서》 (2023년) - 성모 역
- 《당신 얼굴 앞에서》 (2021년) - 승원 역
- 《인트로덕션》 (2021년) - 영호 역
- 《마지막 손님》 (2020년)
- 《도망친 여자》 (2020년) - 고양이 남자 역
- 《국도극장》 (2020년) - 순천병원 환자 역
- 《찬실이는 복도 많지》 (2020년) - 고사손님 역
- 《강변호텔》 (2019년) - 피터 역
- 《풀잎들》 (2018년)
- 《산나물 처녀》 (2016년) - 사냥꾼 역

### 연극
- 《한번더》 - 수현 역